# Kheira Hamraoui
Kheira Hamraoui (Croix, 13 de gener de 1990) és una futbolista francesa, que juga com a migcampista al París Saint-Germain. Anteriorment va jugar al CNFE Clairefontaine, Hénin-Beaumont, AS Saint-Étienne, París Saint-Germain, Olympique de Lió i al FC Barcelona. L'octubre de 2012 va debutar a la selecció nacional francesa en un partit amistós contra Anglaterra.
El 19 de juny de 2018, després dues temporades a l'Olympique de Lió on va guanyar la Lliga de Campions i la Lliga francesa els dos anys, s'anuncià el seu fitxatge pel FC Barcelona. Amb l'equip blaugrana va guanyar 2 Lligues, 2 Copes de la Reina, 1 Lliga de Campiones, 1 Supercopa i 2 Copes Catalunya.
A partir de la temporada 2021-22 juga al París Saint-Germain novament. El 4 de novembre del 2021 va ser assaltada i colpejada per dos homes a les cames amb una barra de ferro. Dies després es va arrestar a la seua companya Aminata Diallo acusada de ser l'autora intel·lectual de l'agressió, realitzada amb l'objectiu de lesionar-la, i ocupar el seu lloc a l'equip.